# Giovanni II Participazio
Giovanni II Participazio (o Particiaco) fue el decimoquinto dux de Venecia (881-887) según la tradición, y el decimotercero según los datos históricos verificables. Antes de reinar, cogobernó con su padre, Orso I.
Giovanni quiso continuar la costumbre nepotista de repartir el poder entre su propia dinastía. Intentó obtener el gobierno de Comacchio para su hermano Badoaro, y por este fin le envió al papa. Sin embargo, Marino, conde de Comacchio, lo capturó y envió de vuelta a Venecia, donde murió poco después. El dux atacó y devastó la ciudad en disputa, pero no pudo mantenerla por la mediación pontificia.
En 883, Giovanni negoció un tratado favorable con el emperador Carlos III el Gordo.
El dux asoció a su hermano Pietro al ducado, pero este murió. Entonces nombró codux a su hermano Orso, pero él rehusó aceptarlo hasta que Giovanni cayó gravemente enfermo. Los venecianos escogieron a Pietro Candiano como dux, y Giovanni se retiró a la vida privada. Trató de volver a hacerse con la jefatura del Estado, pero se lo impidió su mala salud.